# 松平信綱
松平信綱（日语：／ Matsudaira Nobutsuna，1596年12月19日—1662年5月4日）或智慧伊豆，江戶時代早期的大名。曾領武藏國忍藩，後成爲川越藩初代藩主。官至老中。加入官職名後可稱呼為松平伊豆守信綱。曾在九州鎮壓島原之亂。

## 生平
松平信綱在慶長元年（1596年）作爲家裏的長子，在武藏國出生。其生父為德川家康的家臣大河內久綱。生母深井氏為白井長尾氏的後代，外祖父深井好秀為長尾景春的玄孫。
慶長6年（1601年），過繼與其叔父松平正綱。慶長8年，正綱去伏見城拜會時為將軍世子的德川秀忠，以及幕府將軍德川家康。慶長9年，德川秀忠的嫡長子德川家光出生，信綱成爲德川家光的小姓。
慶長16年（1611年）舉行冠禮，得名正永。慶長18（1613年）年與井上正就的女兒結婚。
元和6年（1620年）獲封500石，並以三本扇為家紋。同年12月其養父誕下兒子松平利綱，信綱的名字由原本擁有繼承意義的正永改爲信綱。元和9年（1623年）成爲御小姓組番頭，再加封300石。同年跟隨德川家光上洛，獲任命為從五位下伊豆守。
寬永元年（1624年）獲再加封1200石。寬永3年（1627年）再次跟隨德川家光上洛。寬永5年（1629年），獲得一塊在相模國高座郡・愛甲郡的8000石封地，此時信綱已擁有一萬石高，成爲大名。寬永7年（1631年）再被加封一塊在上野國的5000石領地。寬永9年德川秀忠逝世後，信綱開始分擔一些老中的事務，成爲老中格。
寬永10年（1634年），與阿部忠秋、堀田正盛、三浦正次、太田資宗、阿部重次六人被任命為六人衆，稍後和阿部忠秋、堀田正盛二人成爲德川家光的老中，同時再獲加封一萬五千石，轉封至石高三萬石的武蔵忍。
寬永11年（1635年），制訂「老中職務定則」和「若年寄職務定則」，同年升任為從四位下。寬永12年，改革寺社奉行制度。
寬永14年（1638年），島原之亂在肥前國島原藩和肥後國天草郡爆發。起義軍擊敗了前來鎮壓的3000人武士軍隊，並包圍了藩吏躲藏的富岡城。後聽說幕府軍隊正在前來，遂退守島原南部原有馬氏所領的原城。幕府軍總大將板倉重昌三次發動進攻，其後因為焦慮而向敵人急攻，經過三次的攻擊後，板倉本人戰死，副將石谷貞清重傷。信綱原與戶田氏鐵負責戰後處理工作，卻因此接任總大將一職。接任後改以圍城，等待起義軍彈盡糧絕，同時請求荷蘭軍隊砲轟支援。及至次年2月28日原城城破，戰爭結束。是役信綱共有六名家臣戰死，他亦因平叛有功獲加封三萬石，並移封至六萬石高的川越藩。
戰後升任為老中首席，負責改寫武家諸法度，並執行鎖國政策，把葡萄牙人驅散出境。
寬永15年（1639年），因身爲大老的土井利勝病重，故幕政皆由身爲老中首席的信綱負責。寬永16年江戶城大火，信綱負責重建工作。
德川家光在慶安四年（1651年）死後，輔佐德川家綱，並鎮壓了慶安之變。承應元年（1652年）再鎮壓以暗殺老中為目的的承應之變。明曆3年（1657年），處理明暦大火災後工作。寬文2年（1662年）病逝，終年67歲（實為65歲）。

## 評價
信綱年少時以才識爲人所知，故有智慧伊豆之稱。長於民政和行政事務，在慶安之亂、明曆大火等事件中的處理獲得了高度評價。因此，德川家光曾經指家綱爲其左手，甚至有江戶初期天才官僚之稱。他曾对小姓说：「如伊豆守这般人物有一人我便可无忧了。」
他同時以忠義爲人所知。
他也在自己的封地引入創新的農業技術而得人敬仰。有傳比企郡川島町的村「出丸」，其名字和伊豆丸同音的原因是當地農民感激信綱的政治手腕。

## 登場作品
小說
- 德川三國志（文藝春秋、柴田鍊三郎著）
- 耳聞的知惠伊豆（實業之日本社（日语：実業之日本社）、中村彰彦（日语：中村彰彦）著）
- 向陽翔馬平學記 獨眼龍的夢（小學館、早見俊（日语：早見俊）著）
- 遠謀 奏者番陰記錄（文藝春秋、上田秀人（日语：上田秀人）著）
- 遠之勝鬨（文藝春秋、村木嵐（日语：村木嵐）著）
- 亂（講談社、矢野隆（日语：矢野隆 (小説家)）著）
- 明曆水滸傳（中央公論新社、柳蒼二郎（日语：柳蒼二郎）著）

影視劇
- 柳生武藝帳（1957年、東寶、演：小堀明男）
- 天下伊賀越 曉之血戰（日语：天下の伊賀越 暁の血戦）（1959年、東映、演：香川良介）
- 柳生武藝帳（日语：柳生武芸帳#東映製作版）（1961年、東映、演：德大寺伸（日语：徳大寺伸））
- 柳生武藝帳（日语：柳生武芸帳#1965年）（1965年、NET、演：北龍二）
- 大奧（1968年、KTV、演：中村錦司）
- 右門捕物帖（日语：右門捕物帖 (1969年のテレビドラマ)）（1969年、NTV、演：嵐寬壽郎（日语：嵐寛寿郎））
- 柳生十兵衛（日语：柳生十兵衛 (1970年のテレビドラマ)）（1970年、CX、演：中山仁）
- 一心太助（日语：一心太助 (テレビドラマ)）（1971年、CX、演：東千代之介）
- 春之坂道（日语：春の坂道）（1971年、NHK大河劇、演：大出俊（日语：大出俊 (俳優)））
- 斬絕江戶 梓右近隠密帳（日语：江戸を斬る 梓右近隠密帳）（1973年、TBS、演：神山繁）
- 德川三國志（日语：徳川三国志）（1975年、NET、演：松方弘樹）
- 柳生一族的陰謀（日语：柳生一族の陰謀#映画）（1978年、東映、演：高橋悦史）
- 長七郎天下御免！（日语：長七郎天下ご免!）（1979年、ANB、演：丹波哲郎）
- 日本巖窟王（日语：日本巌窟王）（1979年、NHK、金內吉男（日语：金内吉男））
- 德川的女子們（日语：徳川の女たち）（1980年、CX、演：御木本伸介）
- 雪姬隱密道中記（日语：雪姫隠密道中記）（1980年、MBS、演：中丸忠雄）
- 之後的武藏（日语：それからの武蔵 (1981年のテレビドラマ)）（1981年、TX、演：平田昭彥）
- 魔界轉生（1981年、東映、演：成田三樹夫）
- 柳生新陰流（日语：柳生新陰流 (テレビドラマ)）（1982年、TX、演：川津祐介）
- 大奧（1983年、KTV、演：平幹二朗）
- 花之心（日语：花のこころ）（1985年、TBS、演：田村高廣）
- 風雲 柳生武藝帳（日语：風雲 柳生武芸帳）（1985年、TX、演：村井國夫）
- 風雲江戶城 怒濤之將軍德川家光（日语：風雲江戸城 怒涛の将軍徳川家光）（1987年、TX、演：清水紘治）
- 春日局（1989年、NHK大河劇、演：澤登伸一（日语：三波伸介 (2代目)））
- 將軍家光微訪（日语：将軍家光忍び旅）（1990年、ANB、演：田村亮）
- 柳生十兵衛（1990年、TBS、演：伊武雅刀）
- 柳生武藝帳（日语：柳生武芸帳#1990年-1992年）（1990年、NTV、演：青井輝彥（日语：あおい輝彦））
- 寬永風雲錄（日语：寛永風雲録 (テレビドラマ)）（1991年、演：里見浩太朗）
- 天下的副將軍水戶光圀 德川御三家的激鬥（日语：天下の副将軍水戸光圀 徳川御三家の激闘）（1992年、TX、演：金田龍之介）
- 德川無賴帳（日语：徳川無頼帳）（1992年、TX、演：中山昭二）
- 決鬥鍵屋十字路 荒木又右衛門（1993年、NTV、演：	若林豪）
- 德川武藝帳：柳生三代的劍（日语：徳川武芸帳 柳生三代の剣）（1993年、TX、演：勝部演之）
- 荒木又右衛門 男人的修羅（1994年、TX、演：江守徹）
- 家光謀殺（1995年、ANB、演：寺尾聰）
- 姬將軍大暴亂（日语：姫将軍大あばれ）（1995年、TX、演：北爪俊行）
- 德川劍豪傳：之後的武藏（日语：徳川剣豪伝 それからの武蔵）（1996年、TX、演：石原良純）
- 葵德川三代（2000年、NHK大河劇、演：飛田航介）
- 魔界轉生（2003年、東映、演：柄本明）
- 天下騷亂〜德川三代的陰謀（日语：天下騒乱〜徳川三代の陰謀）（2006年、TX、演：森岡豐（日语：森岡豊））
- 柳生十兵衛七番勝負 島原之亂（日语：柳生十兵衛七番勝負 島原の乱）（2006年、NHK、演：西鄉輝彥）
- 柳生一族的陰謀（日语：柳生一族の陰謀#スペシャルドラマ）（2008年、EX、演：國廣富之（日语：国広富之））
- 柳生武藝帳（日语：柳生武芸帳#2010年）（2010年、TX、演：風間徹（日语：風間トオル））
- 大奥〜誕生〜（2012年、TBS、演：段田安則）
- 柳生一族的陰謀（日语：柳生一族の陰謀#スペシャルドラマ（NHK））（2020年、NHK、演：山田純大）

遊戲
- Fate/Grand Order